# Heinrich Schleth
Heinrich Schleth (* 7. September 1891; † im 20. Jahrhundert) war ein deutscher Landwirt und Politiker (NSDAP).
Schleth, der evangelisch und verheiratet war, war Kriegsteilnehmer im Ersten Weltkrieg. Beruflich arbeitete er als Landwirt und Domänenpächter in Waldau. 1923 bis 1930 gehörte er dem Stahlhelm an, 1925 bis 1930 der DNVP und bis 1932 dem Landwirtschaftsverband Ostpreußen. Am 1. Oktober 1930 trat er der NSDAP bei (Mitgliedsnummer 338.790). Ab Januar 1933 war er landwirtschaftlicher Kreisfachberater. 1933 war er für den Kreis Königsberg-Land und die NSDAP Mitglied im letzten Provinziallandtag der Provinz Ostpreußen. Er war Kreisbauernführer im Kreis Pr. Eylau.